# Зелінський Гавриіл Вікторович
Гавриі́л Ві́кторович Зелі́нський (нар. 17 вересня 1976 — 29 серпня 2014) — старший лейтенант Збройних сил України, учасник російсько-української війни.

## Короткий життєпис
Народився 1976 року в селі Мала Білозерка (Василівський район, Запорізька область). Закінчив Малобілозерську школу, де його батьки багато років працювали учителями, Новомосковський колегіум № 11. Під час навчання зустрів Наталію, з якою пізніше одружився і вона народила сина Марка. Останнім часом проживав у Новомосковську; створив власне аграрне підприємство.
Активний учасник Революції Гідності, допомагав блокувати колону автобусів десантників, які їхали розганяти Майдан. У часі війни — доброволець, заступник командира роти по роботі з особовим складом 93-ї Дніпропетровської окремої механізованої бригади.
Загинув під Іловайськом під час прориву з оточення «зеленим коридором» на перехресті доріг з села Побєда до Новокатеринівки поруч зі ставком. Загинув разом із значною частиною бійців 93-ї механізованої бригади, які станом на січень 2017-го не ідентифіковані. Перебував у БМП № 319, де були також Роман Баранов, Дмитро Денисов, Василь Логвиненко, Ігор Троценко.
Ексгумований пошуковцями Місії «Евакуація-200» («Чорний тюльпан») 11 вересня 2014 року. Похований 3 квітня 2015-го в місті Новомосковськ.
Лишились батьки, дружина та син 2013 р.н.

## Нагороди та вшанування
- Указом Президента України № 553/2015 від 22 вересня 2015 року, «за мужність, самовідданість і високий професіоналізм, виявлені у захисті державного суверенітету та територіальної цілісності України, вірність військовій присязі», нагороджений орденом Богдана Хмельницького III ступеня (посмертно)[1].
- В січні 2016-го у Малій Білозерці вулицю Кірова, на якій проживав Зелінський, перейменовано на його честь.
- В школі, котру він закінчив, та Новомосковському колегіумі, відкриті меморіальні дошки його честі.
- 2016 року на День Захисника Вітчизни в Малій Білозерці відкрито пам'ятний знак Гавриілу Зеленському.
- У Новомосковську вулицю Жовтнева (провулок Жовтневий) перейменовано на вулицю Гавриїла Зелінського (провулок Гавриїла Зелінського).
- Рішенням Новомосковської міської ради № 1302 від 24 липня 2020 року присвоєно звання «Почесний громадянин міста Новомосковська» (посмертно)[2].
- Вшановується в меморіальному комплексі «Зала пам'яті», в щоденному ранковому церемоніалі 29 серпня[3].
- Його портрет розміщений на меморіалі «Стіна пам'яті полеглих за Україну» у Києві: секція 3, ряд 6, місце 33
- його іменем названо вулицю в Малій Білозерці[4]